# Halvány kakukk
A halvány kakukk (Cacomantis pallidus) a madarak osztályának kakukkalakúak (Cuculiformes) rendjébe, ezen belül a kakukkfélék (Cuculidae) családjába tartozó faj.

## Rendszerezése
A fajt John Latham angol ornitológus írta le 1801-ben, a Columba nembe Columba pallida Besorolása vitatott, egyes szervezetek a Heteroscenes nembe sorolják Heteroscenes pallidus néven, vagy a Cuculus nembe Cuculus pallidus néven.

## Előfordulása
Ausztrália, a Karácsony-sziget, Kelet-Timor, Indonézia, Új-Zéland és Pápua Új-Guinea területén honos. 
Természetes élőhelyei a szubtrópusi és trópusi mangroveerdők, száraz erdők és cserjések, valamint vidéki kertek és városias régiók. Vonuló faj.

## Megjelenése
Testhossza 31–32 centiméter, testtömege 82 gramm.

## Életmódja
Rovarokkal táplálkozik, főleg hernyókkal.
|  |

## Szaporodása
Fészekparazita, mint a legtöbb kakukkfaj.

## Természetvédelmi helyzete
Az elterjedési területe rendkívül nagy, egyedszáma pedig növekvő. A Természetvédelmi Világszövetség Vörös listáján nem fenyegetett fajként szerepel.

## Külső hivatkozások
- Képek az interneten a fajról
- Xeno-canto.org - a faj hangja és elterjedési területe